# 121 Brygada Okrętów Desantowych
121 Brygada Okrętów Desantowych – związek taktyczny Sił Zbrojnych Federacji Rosyjskiej w strukturach Floty Północnej.
Dowództwo i sztab brygady stacjonuje (2008) w Polarnym.
| Okręty w 2008                 |               |                 |
| Nazwa                         | Typ           | Uwagi           |
| BDK-45 Gieorgij Pobiedonosiec | Projektu 775  | w linii od 1985 |
| BDK-55 Aleksandr Otrakowskij  | Projektu 775  | w linii od 1978 |
| BDK-91 Oleniegorskij gorniak  | Projektu 775  | w linii od 1976 |
| BDK-182 Kondopoga             | Projektu 775  | w linii od 1976 |
| Mitrofan Moskalenko           | Projektu 1174 | w linii od 1989 |

W 2018 roku do 121. Brygady włączono nowy okręt „Iwan Grien” projektu 11711, a następnie drugi tego typu „Piotr Morgunow”. 
W styczniu 2022 roku „Piotr Morgunow”, „Oleniegorskij gorniak” i „Giergij Pobiedonosiec” zostały przerzucone na Morze Czarne, w celu wzięcia udziału w inwazji Rosji na Ukrainę. 